# Rosemarie Bechthum
Rosemarie Bechthum (* 13. Januar 1943 in Elbing) ist eine thüringische Politikerin (SPD) und ehemaliges Mitglied des Thüringer Landtags.

## Ausbildung und Beruf
Nach der Flucht ihrer Eltern im Jahr 1945 aus Elbing verbrachte Rosemarie Bechthum ihre Kindheit in Rohr (Thüringen). Anfang der 1950er Jahre begann sie eine Lehre in der Fertigung bei Simson in Suhl. Ende der 1950er Jahre ging sie nach Weimar zum Vorbereitungsjahr für ein Lehrerstudium. Sie studierte anschließend am Pädagogischen Institut Erfurt – heutige Universität Erfurt – Lehramt für Russisch und Deutsch, wo sie an der späteren Pädagogischen Hochschule Erfurt-Mühlhausen „Dr. Theodor Neubauer“ bis in die 1990er Jahre Lehramtsstudenten im Fach Russisch unterrichtete.

## Politik
Seit 1990 ist Rosemarie Bechthum Mitglied der SPD. In den Legislaturen des zweiten und dritten Thüringer Landtages (1994–2004) war sie Mitglied im Thüringer Landtag und Vorsitzende des Gleichstellungsausschusses sowie frauen- und familienpolitische Sprecherin der SPD-Landtagsfraktion.
Seit dem Jahr 2004 ist Rosemarie Bechthum Mitglied des Erfurter Stadtrates für die SPD-Fraktion.

## Sonstige Ämter
In den Jahren 1990 bis 1998 war Rosemarie Bechthum Mitglied im Bundesvorstand Arbeitsgemeinschaft sozialdemokratischer Frauen (AsF). Von 1990 bis 2004 war sie dort Landesvorsitzende in Thüringen.
In der Zeit von 1992 bis 1994 war sie Gleichstellungsbeauftragte an der Pädagogischen Hochschule Erfurt/Mühlhausen.

## Sonstiges
Rosemarie Bechthum ist mit Horst Bechthum, einem der ersten Sozialdemokraten Thüringens und Träger des Verdienstordens des Freistaates Thüringen, verheiratet.